# Popowo (województwo warmińsko-mazurskie)
Popowo (niem. Popowen, 1938–1945 Wittingen) – wieś w Polsce położona w województwie warmińsko-mazurskim, w powiecie ełckim, w gminie Prostki.
W latach 1975–1998 miejscowość położona była w województwie suwalskim.